# 648 Pippa
A 648 Pippa egy a Naprendszer kisbolygói közül, amit August Kopff fedezett fel 1907. szeptember 11-én.